# Norbulingka-instituut

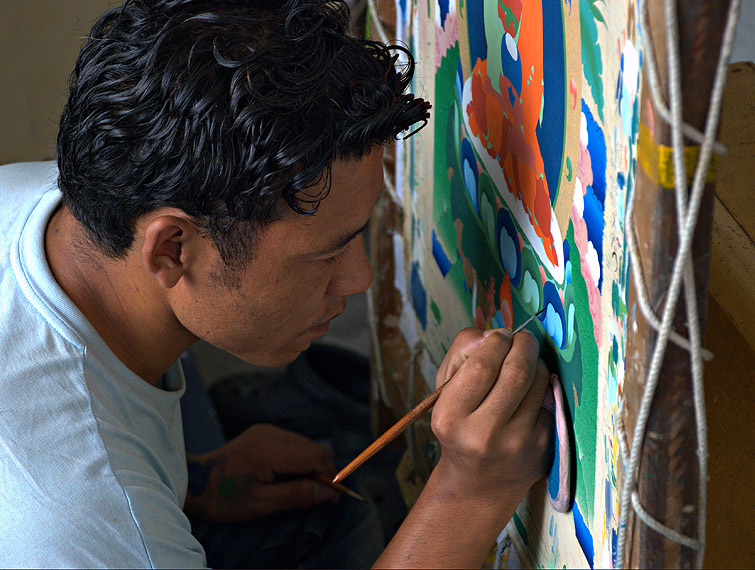
Thangkaschilder aan het werk in het Norbulingka-instituut.

Het Norbulingka-instituut is een instituut dat richt zich op het behoud van het culturele nalatenschap van het  Tibetaanse volk. 
Het instituut werd opgericht door de veertiende dalai lama in McLeod Ganj, bij Dharamsala in  India, waar het momenteel nog steeds gevestigd is.
Het instituut moet niet verward worden met het paleis en park Norbulingka in Lhasa, dat tot de inval van de Chinezen in 1959 de residentie was van de dalai lama sinds circa 1780.